# Чемпионат СССР по хоккею с мячом 1978/1979
31-й чемпионат СССР по хоккею с мячом проходил с 19 ноября 1978 года по 28 марта 1979 года.
В высшей лиге играли 14 команд. Сыграно 182 матча, в них забито 1388 мячей.
Чемпионом СССР впервые стала команда «Зоркий» (Красногорск).

## Итоговая таблица чемпионата
| М  | Команда                            | 1        | 2        | 3        | 4        | 5        | 6        | 7        | 8        | 9        | 10       | 11       | 12       | 13       | 14       | В  | Н | П  | Мячи            | О  |
| -- | ---------------------------------- | -------- | -------- | -------- | -------- | -------- | -------- | -------- | -------- | -------- | -------- | -------- | -------- | -------- | -------- | -- | - | -- | --------------- | -- |
| 1  | «Зоркий» (Красногорск)             |          | 2:2 3:8  | 10:7 1:2 | 3:1 3:4  | 3:6 4:3  | 9:2 6:6  | 3:3 2:3  | 11:3 2:3 | 7:1 2:1  | 10:0 3:2 | 9:0 5:1  | 9:0 13:3 | 7:3 6:3  | 5:1 7:2  | 17 | 3 | 6  | 145 − 70 = +75  | 37 |
| 2  | «Динамо» (Алма-Ата)                | 8:3 2:2  |          | 6:4 2:5  | 3:3 4:11 | 9:4 2:3  | 15:6 4:4 | 3:3 4:2  | 8:5 3:4  | 7:3 5:2  | 5:2 3:5  | 20:5 4:9 | 10:2 4:4 | 6:2 6:3  | 4:3 8:5  | 15 | 5 | 6  | 155 − 104 = +51 | 35 |
| 3  | СКА (Хабаровск)                    | 2:1 7:10 | 5:2 4:6  |          | 3:1 2:5  | 3:5 3:3  | 7:2 3:1  | 3:2 4:3  | 5:0 2:3  | 7:5 4:9  | 4:3 4:1  | 15:4 3:2 | 3:0 2:4  | 11:3 4:4 | 3:3 2:2  | 15 | 4 | 7  | 115 − 84 = +31  | 34 |
| 4  | «Енисей» (Красноярск)              | 4:3 1:3  | 11:4 3:3 | 5:2 1:3  |          | 3:2 1:2  | 7:1 4:5  | 1:2 1:2  | 6:1 2:4  | 6:3 5:5  | 7:4 2:2  | 9:1 3:3  | 6:2 3:2  | 13:2 2:6 | 5:2 2:5  | 13 | 4 | 9  | 113 − 74 = +39  | 30 |
| 5  | «Динамо» (Москва)                  | 3:4 6:3  | 3:2 4:9  | 3:3 5:3  | 2:1 2:3  |          | 3:4 2:5  | 2:1 3:3  | 5:2 11:3 | 4:3 2:3  | 1:2 1:1  | 4:2 1:2  | 5:3 2:3  | 12:2 4:2 | 5:0 4:4  | 13 | 4 | 9  | 99 − 73 = +26   | 30 |
| 6  | «Уральский трубник» (Первоуральск) | 6:6 2:9  | 4:4 6:15 | 1:3 2:7  | 5:4 1:7  | 5:2 4:3  |          | 3:1 2:6  | 6:3 3:3  | 5:2 2:2  | 3:2 5:3  | 4:1 0:1  | 5:2 2:5  | 12:3 4:4 | 8:2 1:3  | 12 | 5 | 9  | 101 − 103 = −2  | 29 |
| 7  | «Старт» (Горький)                  | 3:2 3:3  | 2:4 3:3  | 3:4 2:3  | 2:1 2:1  | 3:3 1:2  | 6:2 1:3  |          | 3:2 3:3  | 11:3 2:3 | 4:1 4:2  | 11:3 3:5 | 4:2 3:3  | 2:2 2:4  | 7:0 4:6  | 11 | 6 | 9  | 94 − 70 = +24   | 28 |
| 8  | СКА (Свердловск)                   | 3:2 3:11 | 4:3 5:8  | 3:2 0:5  | 4:2 1:6  | 3:11 2:5 | 3:3 3:6  | 3:3 2:3  |          | 9:3 8:3  | 2:1 1:4  | 4:2 +:−* | 7:2 7:1  | 6:2 2:3  | 5:2 2:7  | 13 | 2 | 11 | 92 − 100 = −8   | 28 |
| 9  | «Волга» (Ульяновск)                | 1:2 1:7  | 2:5 3:7  | 9:4 5:7  | 5:5 3:6  | 3:2 3:4  | 2:2 2:5  | 3:2 3:11 | 3:8 3:9  |          | 6:2 2:3  | 4:0 4:3  | 12:3 3:7 | 3:2 3:3  | 5:1 3:2  | 10 | 3 | 13 | 96 − 112 = −16  | 23 |
| 10 | «Вымпел» (Калининград Моск. обл.)  | 2:3 0:10 | 5:3 2:5  | 1:4 3:4  | 2:2 4:7  | 1:1 2:1  | 3:5 2:3  | 2:4 1:4  | 4:1 1:2  | 3:2 2:6  |          | 2:2 0:4  | 3:0 3:0  | 8:1 10:5 | 11:0 2:1 | 10 | 3 | 13 | 79 − 80 = −1    | 23 |
| 11 | «Кузбасс» (Кемерово)               | 1:5 0:9  | 9:4 5:20 | 2:3 4:15 | 3:3 1:9  | 2:1 2:4  | 1:0 1:4  | 5:3 3:11 | −:+* 2:4 | 3:4 0:4  | 4:0 2:2  |          | 9:3 2:4  | 6:3 4:5  | 3:0 2:5  | 8  | 2 | 16 | 76 − 125 = −49  | 18 |
| 12 | «Водник» (Архангельск)             | 3:13 0:9 | 4:4 2:10 | 4:2 0:3  | 2:3 2:6  | 3:2 3:5  | 5:2 2:5  | 3:3 2:4  | 1:7 2:7  | 7:3 3:12 | 0:3 0:3  | 4:2 3:9  |          | 6:3 4:6  | 4:1 6:1  | 8  | 2 | 16 | 75 − 128 = −53  | 18 |
| 13 | «Локомотив» (Иркутск)              | 3:6 3:7  | 3:6 2:6  | 4:4 3:11 | 6:2 2:13 | 2:4 2:12 | 4:4 3:12 | 4:2 2:2  | 3:2 2:6  | 3:3 2:3  | 5:10 1:8 | 5:4 3:6  | 6:4 3:6  |          | 2:2 7:3  | 6  | 5 | 15 | 85 − 148 = −63  | 17 |
| 14 | «Юность» (Омск)                    | 2:7 1:5  | 5:8 3:4  | 2:2 3:3  | 5:2 2:5  | 4:4 0:5  | 3:1 2:8  | 6:4 0:7  | 7:2 2:5  | 2:3 1:5  | 1:2 0:11 | 5:2 0:3  | 1:6 1:4  | 3:7 2:2  |          | 5  | 4 | 17 | 63 − 117 = −54  | 14 |

1. В верхних строках таблицы приведены результаты домашних матчей, а в нижних-результаты игр на выезде.
2. * Результат матча «Кузбасс» — СКА Свердловск (3:2), сыгранный 4 января 1979 года, был аннулирован из-за участия в составе «Кузбасса» дисквалифицированного игрока Сергея Лихачёва. Команде «Кузбасс» было зачтено поражение, а команде СКА, соответственно, победа.

## Составы команд и авторы забитых мячей
1. «Зоркий» (Красногорск) (19 игроков): Андрей Герасимов (14), Александр Теняков (26) — Юрий Андриенко (19; 0), Александр Никитин (23; 0), Николай Сазонов (22; 0), Владимир Буренков (22; 1), Александр Григорьев (26; 25), Сергей Лапин (19; 4), Леонид Лобачёв (21; 18), Вячеслав Панёв (25; 4), Николай Соловьёв (22; 0), Валерий Бочков (20; 20), Сергей Гава (24; 12), Михаил Гордеев (19; 1), Олег Грибов (25; 4), Александр Караблин (25; 15), Сергей Майборода (14; 3), Юрий Петров (25; 38). В составе команды также выступал Алексей Семёнов (2; 0).
2. «Динамо» (Алма-Ата) (19 игроков): Александр Окулов (26), Сергей Шилов (20) — Владимир Алексеев (25; 0), Владимир Набер (18; 0), Александр Осокин (23; 0), Яков Апельганец (23; 3), Михаил Быков (15; 0), Сергей Семёнов (26; 5), Александр Сидоров (13; 0), Борис Третьяков (23; 0), Николай Шмик (20; 3), Евгений Агуреев (26; 74), Вячеслав Горчаков (20; 9), Александр Ионкин (26; 25), Владимир Корытин (26; 17), Валерий Привалов (24; 7), Борис Чехлыстов (26; 12). В составе команды также выступали вратарь Владимир Зайцев (7), Юрий Почкунов (2; 0).
3. СКА (Хабаровск) (20 игроков): Сергей Лазарев (19), Владимир Огнев (9) — Александр Волков (25; 2), Анатолий Гладилин (16; 0), Евгений Шестаков (21; 0), Сергей Янина (24; 0), Виктор Ковалёв (26; 14), Александр Першин (18; 5), Сергей Слепов (25; 27), Анатолий Судос (12; 0), Юрий Тишин (22; 7), Владимир Башан (25; 19), Сергей Березовский (12; 1), Виктор Булдыгин (24; 15), Сергей Данилов (25; 6), Владимир Ивашин (26; 18), Николай Паздников (21; 1). В составе команды также выступали вратарь Сергей Бурдюхов (3), Анатолий Кузнецов (5; 0), Алексей Оськин (3; 0).
4. «Енисей» (Красноярск) (20 игроков): Михаил Лещинский, Леонид Паценкер — Виталий Ануфриенко (9), Юрий Бородкин (1), Владимир Гредин (4), Владимир Гуртовой (2), Юрий Иванов (15), Константин Колесов, Геннадий Крюков (1), Владимир Куманёв (5), Юрий Лахонин (2), Виктор Ломанов (7), Сергей Ломанов-ст. (23), Виктор Лыков (1), Андрей Пашкин (41), Юрий Першин (1), Геннадий Преловский, Виталий Савлук, Виктор Шакалин (1). В составе команды также выступал Андрей Никитченко.
5. «Динамо» (Москва) (17 игроков): Сергей Дрогайкин (7; −7), Геннадий Шишков (25; −66) — Евгений Герасимов (21; 8), Евгений Горбачёв (24; 3), Александр Дудин (21; 13), Андрей Ефремов (11; 3), Георгий Канарейкин (25; 27), Анатолий Козлов (19; 4), Сергей Корнеев (21; 1), Юрий Лизавин (26; 14), Леонид Малахов (12; 2), Виктор Мартынов (24; 0), Валерий Маслов (23; 6), Леонид Палладий (20; 0), Владимир Плавунов (24; 9), Владимир Тарасевич (15; 3), Владимир Янко (22; 6).
6. «Уральский трубник» (Первоуральск) (19 игроков): Геннадий Михайловских, Владимир Чермных − Александр Бревнов (1), Владимир Глушков, Николай Денисов (8), Александр Дубов (1), Евгений Злоказов (1), Николай Коханов, Юрий Лубов, Сергей Максименко (29), Александр Мальцев (20), Владимир Матвеев (2), Владимир Мозговой, Юрий Панченко (1), Дмитрий Репях (10), Анатолий Романов (24), Рафик Тамаев (1), Евгений Федотов (3), Юрий Черных.
7. «Старт» (Горький) (21 игрок): Николай Домненков, Александр Кадышев — Юрий Гаврилов, Сергей Гладких (8), Евгений Горячев (10), Анатолий Грезнев, Алексей Дьяков, Семён Ковальков (1), Сергей Кондрашов (12), Владимир Коровин (1), Вячеслав Крыгин (23), Владимир Куликов (6), Сергей Наумов, Валерий Осипов, Анатолий Паршин (2), Геннадий Перфильев (1), Виктор Пугачёв (15), Александр Рычагов (3), Валерий Тараканов, Борис Удодов (12), Олег Шестеров.
8. СКА (Свердловск) (21 игрок): Сергей Карнаухов(?), Валерий Попков(21) — Александр Артемьев (20; 1), Сергей Бутаков (24; 3), Евгений Великанов (?; 6), Леонид Воронин (20; 1), Леонид Вострецов (12; 2), Вадим Давыдов (8; 1), Александр Зверев (?; 0), Александр Измоденов (25; 2), Александр Криушенков (?; 0), Александр Пасынков (24; 3), Сергей Пискунов (25; 10), Владимир Салеев (19; 1), Владислав Самородов (5; 0), Александр Сивков (19; 24), Анатолий Сорокин (?; 0), Сергей Титлин (?; 2), Евгений Фирсов (17; 1), Александр Шкаев  (25; 22), Валерий Эйхвальд (19; 13).
9. «Волга» (Ульяновск) (20 игроков): Александр Господчиков (22), Леонард Мухаметзянов (12) − Виталий Агуреев (20; 8), Николай Афанасенко (26; 41), Александр Ермолаев (24; 11), Евгений Землянов (24; 1), Игорь Князев (15; 0), Владимир Коваль (22; 0), Олег Кочетков (23; 0), Владимир Куров (25; 11), Владимир Леванов (24; 3), Борис Малявкин (12; 0), Александр Некрасов (25; 0), Владимир Терехов (26; 5), Михаил Тонеев (21; 5), Фёдор Тонеев (18; 5), Ирик Фасхутдинов (24; 6), Раип Фасхутдинов (23; 0). В команде также выступали Александр Епифанов (4; 0) и Олег Платонов (2; 0).
10. «Вымпел» (Калининград Московской области) (21 игрок): Владимир Болденко, Алексей Кичигин − Геннадий Баданин, Сергей Баранников, Владимир Ванин, Валерий Ильин, Евгений Лукашевич (2), Геннадий Любченко (3), Олег Лямин, Виктор Митрофанов (2), Расик Мухометзянов (3), Юрий Парыгин (2), Анатолий Попов (23), Валерий Разгоняев (3), Николай Семёнычев, Владимир Солдатов (4), Виктор Стариков (4), Владимир Харлов, Александр Цыганов (11), Валентин Челноков, Геннадий Шахманов (22).
11. «Кузбасс» (Кемерово) (20 игроков): Сергей Ефремов, Виктор Иордан — Владимир Бахаев (1), Сергей Береснев (6), Анатолий Волохин, Владислав Ермолов (7), Сергей Киприянов (1), Олег Корпалёв (10), Александр Куземчик (1), Геннадий Кушнир (16), Сергей Лихачёв, Виктор Масленников (1), Владимир Масленников (2), Сергей Мяус (3), Александр Опарин, Валерий Рябченко, Сергей Свердлов (2), Виктор Солдатов, Николай Усольцев (25), Валерий Шаповалов. Один гол в свои ворота забил Сергей Шилов ("Динамо" Алма-Ата).
12. «Водник» (Архангельск) (21 игрок): Сергей Драчев (26), Александр Синицын (6) — Анатолий Илясов (12; 1), Евгений Кокорин (26; 2), Александр Коновалов (21; 1), Владимир Лысанов (25; 0), Вячеслав Малахов (16; 0), Сергей Некрасов (23; 3), Роберт Овчинников (26; 5), Андрей Панин (25; 17), Виталий Петровский (26; 13), Виктор Плюснин (26; 1), Сергей Попов (25; 13), Вячеслав Серов (25; 14). В составе команды также выступали Александр Воюшин (10; 0), Игорь Крапивин (2; 0), Евгений Люляев (9; 1), Александр Митричев (7; 1), Алексей Сидоров (8; 0), Александр Скирденко (7; 1) и Борис Скрынник (9; 2).
13. «Локомотив» (Иркутск) (23 игрока): Александр Баборин (15), Леонид Князьков (21) — Александр Баюсов (18; 0), Всеволод Белый (23; 0), Вячеслав Говорков (24; 16), Евгений Данилов (20; 0), Виктор Девятых (22; 0), Андрей Жигулин (19; 1), Виталий Колесников (25; 2), Владимир Петров (26; 0), Александр Самойлихин (24; 3), Анатолий Сизов (11; 0), Борис Хандаев (23; 8), Игорь Хандаев (26; 14), Валерий Чухлов (25; 29), Виктор Шаров (26; 10), Михаил Швецов (23; 0). В команде также выступали Евгений Гингст (6; 1), Александр Клементьев (6; 1), Виталий Лазицкий (3; 0), Салават Шатмсутдинов (3; 0) и вратари Сергей Иванович Лазарев (2) и Анатолий Щербаков (2).
14. «Юность» (Омск) (18 игроков): Александр Мальцев (7), Владимир Тюрнин (26) − Тимофей Андреев (20; 5), Виктор Галкин (26; 14), Виктор Дёмин (20; 0), Виктор Екимов (18; 1), Владимир Зенков (13; 0), Виктор Ивлиев (19; 0), Владимир Костюк (26; 1), Николай Навалихин (26; 10), Александр Найданов (24; 11), Александр Павлов (1; 0), Василий Першин (23; 0), Валерий Созинов (26; 4), Владимир Созинов (26; 9), Сергей Удод (15; 1), Валерий Хлопин (10; 0), Александр Шуешкин (23; 7).

Лучший бомбардир — Евгений Агуреев, «Динамо» (Алма-Ата) — 74 мяча.
По итогам сезона определён список 22 лучших игроков.

## Первая группа класса «А»
Соревнования прошли с 25 ноября 1978 по 10 марта 1979 года. На предварительном этапе 16 команд, разбитые на две подгруппы, оспаривали по три путёвки от каждой подгруппы в финальную часть.

### Первая подгруппа
| М | Команда                     | 1                | 2               | 3                | 4                | 5                | 6               | 7                | 8                | В  | Н | П  | Мячи            | О  |
| - | --------------------------- | ---------------- | --------------- | ---------------- | ---------------- | ---------------- | --------------- | ---------------- | ---------------- | -- | - | -- | --------------- | -- |
| 1 | «Североникель» (Мончегорск) |                  | 4:4 7:5 3:4 2:3 | 8:1 2:4 1:2 1:3  | 4:2 7:2 5:3 3:3  | 4:1 5:2 2:2 3:3  | 8:1 4:2 2:1 1:1 | 7:3 4:0 6:2 4:3  | 6:2 10:2 5:3 4:1 | 18 | 5 | 5  | 122 - 65 = + 57 | 41 |
| 2 | «Фили» (Москва)             | 4:3 3:2 4:4 5:7  |                 | 7:4 3:1 0:0 2:4  | 4:3 2:0 2:4 3:6  | 4:4 7:3 4:5 0:0  | 2:8 4:3 3:2 1:5 | 6:3 4:2 5:1 2:3  | 7:4 7:4 2:4 4:6  | 14 | 4 | 10 | 101 - 95 = + 6  | 32 |
| 3 | «Север» (Северодвинск)      | 2:1 3:1 1:8 4:2  | 0:0 4:2 4:7 1:3 |                  | 2:1 2:2 2:4 3:0  | 1:2* 2:4 0:2 4:4 | 4:0 6:1 1:2 1:2 | 4:0 3:2 0:1 1:0  | 4:2 3:2 3:7 3:2  | 14 | 3 | 11 | 68 - 64 = + 4   | 31 |
| 4 | «Торпедо» (Сызрань)         | 3:5 3:3 2:4 2:7  | 4:2 6:3 3:4 0:2 | 4:2 0:3 1:2 2:2  |                  | 6:3 7:2 1:3 3:3  | 6:0 5:3 3:6 5:2 | 6:2 11:5 3:5 4:2 | 8:4 4:2 3:8 3:6  | 13 | 3 | 12 | 108 - 95 = + 13 | 29 |
| 5 | «Строитель» (Сыктывкар)     | 2:2 3:3 1:4 2:5  | 5:4 0:0 4:4 3:7 | 2:0 4:4 2:1* 4:2 | 3:1 3:3 3:6 2:7  |                  | 5:1 2:0 2:5 1:5 | 2:2 10:4 2:1 0:1 | 6:2 3:2 1:4 2:5  | 11 | 7 | 10 | 79 - 85 = - 6   | 29 |
| 6 | «Знамя» (Воткинск)          | 1:2 1:1 1:8 2:4  | 2:3 5:1 8:2 3:4 | 2:1 2:1 0:4 1:6  | 6:3 2:5 0:6 3:5  | 5:2 5:1 1:5 0:2  |                 | 2:2 2:0 2:6 1:8  | 8:0 7:2 5:3 0:2  | 11 | 2 | 15 | 77 - 89 = - 12  | 24 |
| 7 | «Красная заря» (Ленинград)  | 2:6 3:4 3:7 0:4  | 1:5 3:2 3:6 2:4 | 1:0 0:1 0:4 2:3  | 5:3 2:4 2:6 5:11 | 1:2 1:0 2:2 4:10 | 6:2 8:1 2:2 0:2 |                  | 7:2 5:2 0:2 6:2  | 9  | 2 | 17 | 76 - 99 = - 23  | 20 |
| 8 | «Нефтяник» (Новокуйбышевск) | 3:5 1:4 2:6 2:10 | 4:2 6:4 4:7 4:7 | 7:3 2:3 2:4 2:3  | 8:3 6:3 4:8 2:4  | 4:1 5:2 2:6 2:3  | 3:5 2:0 0:8 2:7 | 2:0 2:6 2:7 2:5  |                  | 9  | 0 | 19 | 87 - 126 = - 39 | 18 |

1. Таблица составлена по Энциклопедии «Хоккей с мячом», Москва, изд. Новые Технологии, 2009 год; авторы Соснин В. И, Щеглов М. И. и Юрин В. Л. ISBN 978-5-86541025-6.
2. Результат матча «Север» (Северодвинск) — «Строитель» (Сыктывкар), отмеченный *, уточнён по календарю-справочнику «Хоккей с мячом. Высшая лига. 1992-1993 год» , автор-составитель А. Фафурин, город Архангельск, Издательско-полиграфическое предприятие «Правда Севера».

### Вторая подгруппа
| М | Команда                      | 1                 | 2                | 3                | 4                | 5                | 6                | 7                 | 8               | В  | Н | П  | Мячи            | О  |
| - | ---------------------------- | ----------------- | ---------------- | ---------------- | ---------------- | ---------------- | ---------------- | ----------------- | --------------- | -- | - | -- | --------------- | -- |
| 1 | «Родина» (Киров)             |                   | 7:2 5:2 1:3 5:6  | 8:3 4:1* 3:3 3:2 | 6:0 6:3 3:4 1:1  | 5:0 3:1 3:3 13:3 | 7:0 7:0 8:2 4:5  | 5:1 10:0 14:3 9:2 | 3:1 4:1 4:2 4:2 | 21 | 3 | 4  | 155 - 56 = + 99 | 45 |
| 2 | «Сибсельмаш» (Новосибирск)   | 3:1 6:5 2:7 2:5   |                  | 7:1 9:0 0:2 1:2  | 3:0 7:3 2:3* 2:3 | 7:2 8:1 7:1 7:5  | 11:4 8:2 8:0 4:1 | 10:0 9:1 8:2 1:0  | 1:1 5:0 1:2 6:2 | 20 | 1 | 7  | 145 - 56 = + 89 | 41 |
| 3 | «Маяк» (Краснотурьинск)      | 3:3 2:3 3:8 1:4*  | 2:0 2:1 1:7 0:9  |                  | 5:2 5:3 3:3 4:4  | 7:2 9:4 0:3 1:5  | 11:1 1:2 4:1 4:3 | 7:1 5:0 2:7 2:1   | 3:1 5:2 3:1 5:0 | 16 | 3 | 9  | 100 - 81 = + 19 | 35 |
| 4 | «Локомотив» (Оренбург)       | 4:3 1:1 0:6 3:6   | 3:2* 3:2 0:3 3:7 | 3:3 4:4 2:5 3:5  |                  | 4:1 6:1 2:4 0:3  | 9:2 2:2 0:3 7:3  | 2:2 7:1 0:2 1:3   | 9:1 7:2 3:1 2:4 | 11 | 5 | 12 | 90 - 82 = + 8   | 27 |
| 5 | «Хромпик» (Первоуральск)     | 3:3 3:13 0:5 1:3  | 1:7 5:7 2:7 1:8  | 3:0 5:1 2:7 4:9  | 4:2 3:0 1:4 1:6  |                  | 2:5 2:2 3:2 4:5  | 5:1 7:2 3:2 4:0   | 5:1 6:4 2:5 1:6 | 11 | 2 | 15 | 83 - 117 = - 34 | 24 |
| 6 | «Труд» (Куйбышев)            | 2:8 5:4 0:7 0:7   | 0:8 1:4 4:11 2:8 | 1:4 3:4 1:11 2:1 | 3:0 3:7 2:9 2:2  | 2:3 5:4 5:2 2:2  |                  | 3:2 0:4 0:1 4:2   | 7:4 3:0 2:5 4:1 | 10 | 2 | 16 | 68 - 125 = - 57 | 22 |
| 7 | «Никельщик» (Верхний Уфалей) | 3:14 2:9 1:5 0:10 | 2:8 0:1 0:10 1:9 | 7:2 1:2 1:7 0:5  | 2:0 3:1 2:2 1:7  | 2:3 0:4 1:5 2:7  | 1:0 2:4 2:3 4:0  |                   | 7:3 1:0 0:5 1:1 | 7  | 2 | 19 | 49 - 127 = - 78 | 16 |
| 8 | «Геолог» (Уральск)           | 2:4 2:4 1:3 1:4   | 2:1 2:6 1:1 0:5  | 1:3 0:5 1:3 2:5  | 1:3 4:2 1:9 2:7  | 5:2 6:1 1:5 4:6  | 5:2 1:4 4:7 0:3  | 5:0 1:1 3:7 0:1   |                 | 6  | 2 | 19 | 58 - 104 = - 46 | 14 |

1. Таблица составлена по Энциклопедии «Хоккей с мячом», Москва, изд. Новые Технологии, 2009 год; авторы Соснин В. И, Щеглов М. И. и Юрин В. Л. ISBN 978-5-86541025-6. Результат матча «Родина» (Киров) — «Маяк» (Краснотурьинск), отмеченный *, уточнён по книге «Яркий свет „Маяка“» , автор Сергей Юрканцев, город Серов, ГУП СО «ПО Север», Краснотурьинск, 2006 год. Также уточнён результат матча «Локомотив» (Оренбург) — «Сибсельмаш» (Новосибирск) (отмечен*).

### Финал
Прошёл в Новосибирске с 3 по 10 марта 1979 года.
| М | Команда                     | 1   | 2   | 3   | 4   | 5   | 6   | В | Н | П | Мячи           | О  |
| - | --------------------------- | --- | --- | --- | --- | --- | --- | - | - | - | -------------- | -- |
| 1 | «Сибсельмаш» (Новосибирск)  |     | 8:0 | 5:3 | 6:5 | 3:2 | 4:1 | 5 | 0 | 0 | 26 - 11 = + 15 | 10 |
| 2 | «Маяк» (Краснотурьинск)     | 0:8 |     | 5:5 | 2:1 | 6:4 | 6:1 | 3 | 1 | 1 | 19 - 19 = 0    | 7  |
| 3 | «Североникель» (Мончегорск) | 3:5 | 5:5 |     | 7:1 | 8:2 | 2:2 | 2 | 1 | 2 | 25 - 15 = + 10 | 5  |
| 4 | «Родина» (Киров)            | 5:6 | 1:2 | 1:7 |     | 8:2 | 5:4 | 2 | 0 | 3 | 20 - 21 = - 1  | 4  |
| 5 | «Фили» (Москва)             | 2:3 | 4:6 | 2:8 | 2:8 |     | 4:2 | 1 | 0 | 4 | 14 - 27 = - 13 | 2  |
| 6 | «Север» (Северодвинск)      | 1:4 | 1:6 | 2:2 | 4:5 | 2:4 |     | 0 | 1 | 4 | 10 - 21 = - 1  | 1  |

- «Сибсельмаш» (Новосибирск) (20 игроков): Виктор Турлаков (31), Сергей Макагонов (9), Амир Хайруллин (7) — Александр Андреев (33; 14), Александр Корешников (33; 19), Сергей Корешников (33; 48), Александр Майорин (33; 3), Степан Дудчак (32; 0), Александр Ларионов (32; 0), Анатолий Спиридонов (32; 24), Виктор Фёдоров (31; 11), Владимир Ефименко (28; 1), Валерий Желтобрюхов (28; 6), Валерий Журавлёв (28; 43), Владимир Новиков (22; 1), Александр Простосердов (20; 1), В. Леденев (8; 0), Александр Гурин (5; 0), А. Коваленко (2; 0), В. Жданов (1). Играющий главный тренер Валерий Журавлёв.

Право выступать в высшей лиге завоевал «Сибсельмаш» (Новосибирск).

## Вторая группа класса «А»
Соревнования прошли с 3 февраля по 3 марта 1979 года. На предварительном этапе 28 команд, разбитых на пять зон, определили победителей. В финальном турнире участвовали победители зон, которые определили победителя второй группы класса «А» и обладателя путёвки в первую группу.
- Первая зона. (Магдагачи), Амурская область. Победитель «Дальсельмаш» (Биробиджан).
- Вторая зона. (Омск). Победитель «Строитель» (Усть-Илимск), Иркутская область.
- Третья зона. (Свердловск). Победитель «Уралхиммаш» (Свердловск).
- Четвёртая зона. (Балахна), Горьковская область. Победитель «Урожай» (Балахна).
- Пятая зона. (Боровичи), Новгородская область. Победитель «Металлург» (Боровичи).

### Финальный турнир второй группы класса «А»
Заключительный этап соревнований состоялся в Свердловске.
| М | Команда                    | 1    | 2   | 3   | 4   | 5    | В | Н | П | Мячи          | О |
| - | -------------------------- | ---- | --- | --- | --- | ---- | - | - | - | ------------- | - |
| 1 | «Уралхиммаш» (Свердловск)  |      | 3:6 | 7:0 | 6:2 | 13:1 | 4 | 0 | 0 | 29 - 9 + 20   | 8 |
| 2 | «Дальсельмаш» (Биробиджан) | 6:3  |     | 2:2 | 3:5 | 5:0  | 2 | 1 | 1 | 16 - 10 = + 6 | 5 |
| 3 | «Урожай» (Балахна)         | 0:7  | 2:2 |     | 4:3 | 4:2  | 2 | 1 | 1 | 10 - 14 = - 4 | 5 |
| 4 | «Строитель» (Усть-Илимск)  | 2:6  | 5:3 | 3:4 |     | 8:3  | 2 | 0 | 2 | 18 - 16 = + 2 | 4 |
| 5 | «Металлург» (Боровичи)     | 1:13 | 0:5 | 2:4 | 3:8 |      | 0 | 0 | 4 | 6 - 30 = - 24 | 0 |

- «Уралхиммаш» (Свердловск): В. Замараев, С. Тырцов — Б. Богаткин, Д. Вашенков (2), Н. Волков, В. Костицын, С. Кучков (1), В. Мирошниченко (4), А. Петров (6), В. Редкозубов, В. Рябцев (11), А. Хайдуков (5), В. Чикаров, В. Шмарков, Л. Павловский, А. Гусев, Ю. Шорин. Главный тренер — В. А. Серебров. В скобках — мячи, забитые в финале.

Право выступать в первой группе класса «А» завоевал «Уралхиммаш» (Свердловск).